# Lothar Emmerich
Lothar Emmerich, ps. „Emma” (ur. 29 listopada 1941 w Dortmundzie, zm. 13 sierpnia 2003 w Hemer) – niemiecki piłkarz i trener piłkarski. Jeden z najlepszych niemieckich napastników w historii.

## Kariera
Zaczynał karierę w rodzinnym mieście Dorstfeld będącym częścią metropolii Dortmund. Później w latach 1960 do 1969 grał w Borussii Dortmund, z którą to odnosił największe sportowe sukcesy. Zdobył dla tego klubu 115 bramek w 183 spotkaniach, do dziś tylko Michael Zorc i Manfred Burgsmüller strzelili więcej od niego. Wcześniej, jeszcze gdy Borussia występowała w Oberlidze, zagrał w 30 meczach strzelając 11 bramek. W 1966 oraz w 1967 (wraz z Gerdem Müllerem) był królem strzelców Bundesligi. Dzięki tym osiągnięciom został wybrany do grona 50 najlepszych graczy tej ligi. Podczas występów w BVB tworzył zabójczy duet z Siegfriedem Heldem, nazywano ich okropnymi bliźniakami. Z Borussią Emmerich zdobył puchar Niemiec w 1965 roku i Puchar Zdobywców Pucharów w 1966 roku. W tym ostatnim zdobył 14 bramek, co uczyniło go najskuteczniejszym strzelcem jednego sezonu europejskich pucharów w historii BVB.
W 1969 roku przeszedł do belgijskiego SC VAV Beerschot, następnie grał w Austrii w barwach klubu Austria Klagenfurt am Wörthersee. W 1974 roku powrócił do Niemiec, by występować kolejno w 1. FC Schweinfurt 05, FV Würzburg i Würzburger Kickers. W 1978 roku podjął się pracy grającego trenera w BV Stift Quernheim, jednak już po kilku miesiącach przeniósł się do SV Neckargerach, a w 1979 Kastel, gdzie znów pełnił funkcję grającego trenera. W 1981 roku zakończył karierę piłkarską. W sumie w 2 Bundeslidze zagrał w 125 spotkaniach zdobywając 70 bramek. Poświęcił się trenowaniu, jednakże w tym zawodzie nie odniósł większych sukcesów. Prowadził m.in. 1. FSV Mainz 05 czy Weinsheim, a karierę zakończył w 1999 roku.

## Życie prywatne
Żył i pracował w Idar-Oberstein, gdzie pracował jednocześnie jako inspektor kanałów. Od 1999 wraz z Aki Schmidtem współpracował z Borussią jako przedstawiciel kibiców.
Zmarł w wieku 61 lat w Hemer.